# Ann Sothern
Ann Sothern (Harriette Arlene Lake) (Valley City, 1909. január 22. – Ketchum, Idaho, 2001. március 15.) amerikai színésznő, akinek karrierje hat évtizedet ölelt át.
A filmiparban betöltött helyének köszönhetően csillagja megtalálható a Hollywood Walk of Fame-en.

## Fiatalkora
1909. január 22-én született az észak-dakotai Valley Cityben Harriette Arlene Lake néven. Minneapolisban nőtt fel, ahol 1926-ban érettségizett a Minneapolis Central High School tanintézményben.

## Karrierje
18 évesen hagyta el otthonát, hogy szerencsét próbáljon a filmiparban. 1927-ben kapta első statisztaszerepét a Broadway Nights című filmben. Később a New York-i Broadway-n kezdett el fellépni, 1931-ben főszerepet kapott az America's Sweetheart (135 alkalommal lépett fel benne) és az Everybody's Welcome (139-szer lépett fel benne) című darabokban.
1934-ben a Columbia Picturesszel írt alá szerződést, de két évvel később a stúdió felbontotta azt. 1936-ban az RKO Picturesszel szerződött le, ahol csinált egy sor olyan filmet, amely nem igazán váltotta ki a nagyközönség érdeklődését, ezért elhagyta a stúdiót, és átment a Metro-Goldwyn-Mayerhez.
Első filmje az MGM-mel az 1939-ben bemutatott Maisie volt, melyben egy táncosnőt alakított, akinek a színpadi neve Maisie Ravier volt. Ezt a produkciót még kilenc folytatás is követte, a második rész Congo Maisie (1940), az utolsó pedig Undercover Maisie (1947) volt.
1940-ben szerepelt az Orchidea testvér című bűnügyi vígjátékban Edward G. Robinson és Humphrey Bogart oldalán. 1949-ben egyik főszereplője a Joseph L. Mankiewicz rendezte az Egy levél három asszonynak című romantikus drámának Jeanne Crain és Linda Darnell mellett. Az '50-es években csak néhány mozifilmben játszott, főleg televíziós produkciókban volt látható.

### Késői pályafutása
Az egykori szépség Sothern májgyulladásban szenvedett, amelynek következtében deréktól lefelé túlsúlyossá vált. Ettől kezdve szűk fekete nadrágokat kezdett el hordani, hogy megjelenése előnyösebb legyen. Ezenkívül egy hátsérülést szenvedett el, amikor lezuhant a színpadról egy színházi előadás során.
1964-ben a Henry Fonda főszereplésével készült A legjobb ember-ben egy olyan nőt formált meg, akinek idegesítő viselkedését az elnökjelöltnek mindenképp tolerálnia kellett, mert jelentős befolyással bírt a párt politikai életében. Sothernt Golden Globe-díjra jelölték legjobb női mellékszereplő kategóriában.
A későbbiekben szórványosan dolgozott a televízióban egészen a '80-as évek közepéig, beleértve a nagy sikerű Egy levél három asszonynak tévés feldolgozását is. Utolsó filmszerepe a Bálnák augusztus-ban volt 1987-ben. A Lillian Gish és Bette Davis alakította idős testvérpár szomszédját formálta meg. Alakításáért az Amerikai Filmakadémia Oscar-díjra jelölte legjobb női mellékszereplő kategóriában.

## Magánélete
1936 és 1943 között a színész Roger Pryor felesége volt. Néhány héttel a válása után hozzáment a szintén színész Robert Sterlinghez. A párnak egy lánya (Tisha) született , majd hat év házasság után elváltak. 
1987-ben Sothern visszavonult a színészettől és az idahoi Ketchumba költözött, ahol élete végéig élt.

## Halála
2001. március 15-én hunyt el Ketchumban 92 éves korában, szívinfarktus következményében.

## Fontosabb filmjei
- 1987: Bálnák augusztusban (The Whales of August) – Tisha Doughty
- 1974: Aranytül (Golden Needles) – Fenzie
- 1965: Sylvia – Grace Argona
- 1964: A legjobb ember (The Best Man) – Sue Ellen Gamadge
- 1953: A kék gardénia (The Blue Gardenia) – Crystal Carpenter
- 1949: Egy levél három asszonynak (A Letter to Three Wives) – Rita Phipps
- 1941: Ó, légy jó hozzám (Lady Be Good) – Dixie Donegan Crain
- 1940: Orchidea testvér (Brother Orchid) – Florence Addams
- 1939: Maisie – Maisie Ravier

## Fordítás
- Ez a szócikk részben vagy egészben  az   Ann_Sothern című angol Wikipédia-szócikk fordításán alapul.  Az eredeti cikk szerkesztőit annak laptörténete sorolja fel. Ez a jelzés csupán a megfogalmazás eredetét és a szerzői jogokat jelzi, nem szolgál a cikkben szereplő információk forrásmegjelöléseként.